# Nikolai Fraiture
Pour les articles homonymes, voir Fraiture.
 (novembre 2019).
Si vous disposez d'ouvrages ou d'articles de référence ou si vous connaissez des sites web de qualité traitant du thème abordé ici, merci de compléter l'article en donnant les références utiles à sa vérifiabilité et en les liant à la section « Notes et références ».
Nikolai Fraiture, né le 13 novembre 1978 à New York (État de New York), États-Unis), est un bassiste et auteur-compositeur américano-français.
Il est connu pour être le bassiste de la formation new-yorkaise The Strokes.
Il a également sorti un album solo en 2009, The Time of the Assassins, sous le nom de Nickel Eye.
En 2016, Fraiture fonde le groupe Summer Moon. Leur premier album With You Tonight est sorti en 2017.

## Biographie
Nikolai Fraiture est de nationalité franco-russe et parle couramment français. Contrairement aux membres des Strokes, Nicolas ne vient pas d'un milieu privilégié. Son père était chef de la sécurité à Macy's, un grand magasin de Manhattan. Avec ses parents, son frère ainé Pierre-Henri et sa sœur adoptive, ils ont vécu dans un appartement de deux pièces de l'Upper East Side, quartier de Manhattan. Nikolai a aussi une sœur cadette prénommée Elizabeth qui a 13 ans de moins que lui. Réputé pour sa grande timidité, il tient cependant un rôle prépondérant au sein des Strokes.
Il fréquente le même jardin d'enfants que Julian Casablancas et plus tard le lycée français de New York.
Il joue avec une Fender Jazz Bass et une Rickenbacker.

## Parcours solo

### Nickel Eye
Quelque temps après la sortie de First Impressions of Earth en 2006, les Strokes conviennent qu'il est temps de faire une pause.
Chacun s'adonne donc à un projet parallèle: Julian Casablancas publie Phrazes for the Young, Albert Hammond Jr. sort l'album Yours to Keep, Fabrizio Moretti joue dans son nouveau groupe Little Joy et Nick Valensi collabore avec Devendra Banhart.
Quant à Nikolai Fraiture, il décide d'adapter des textes et poèmes en musique sous le nom de Nickel Eye. Avec l'aide du groupe anglais South, Nickel Eye enregistre quelques morceaux à Londres. C'est avec les participations de Nick Zinner des Yeah Yeah Yeahs et Regina Spektor qu'est complété quelques mois plus tard à New York The Time of the Assassins, son premier opus.
L'album sort le 27 janvier 2009 chez Rykodisc. La pochette de l'album s'inspire de gravures sur bois de l'artiste américain Lynd Ward. Les textes et le thème de The Time of the Assassins proviennent d'un road trip à travers les USA de Nikolai lorsqu'il avait 19 ans. L'album comprend également une reprise de Leonard Cohen, Hey, That's No Way To Say Goodbye.
Sous ce pseudonyme, il a également repris en duo avec Émilie Simon, la chanson Bonnie & Clyde initialement chantée par Serge Gainsbourg et Brigitte Bardot.

### Le filmA Kind of Dream
A Kind of Dream est un film muet de trente minutes en noir et blanc réalisé par Danny Velez. Nikolai y joue le rôle principal et signe la musique. Deux poèmes d'Arthur Rimbaud ont inspiré le film: Rêve pour l'hiver et Ma Bohème. Le projet possède un Myspace où sont visibles trois vidéos extraites du film, et une page Facebook.

## Vie privée
En 2004, Nikolai Fraiture se marie à Ilona "Illy" Jankovich. Ils ont une fille et un garçon.